# Braunhuberpark

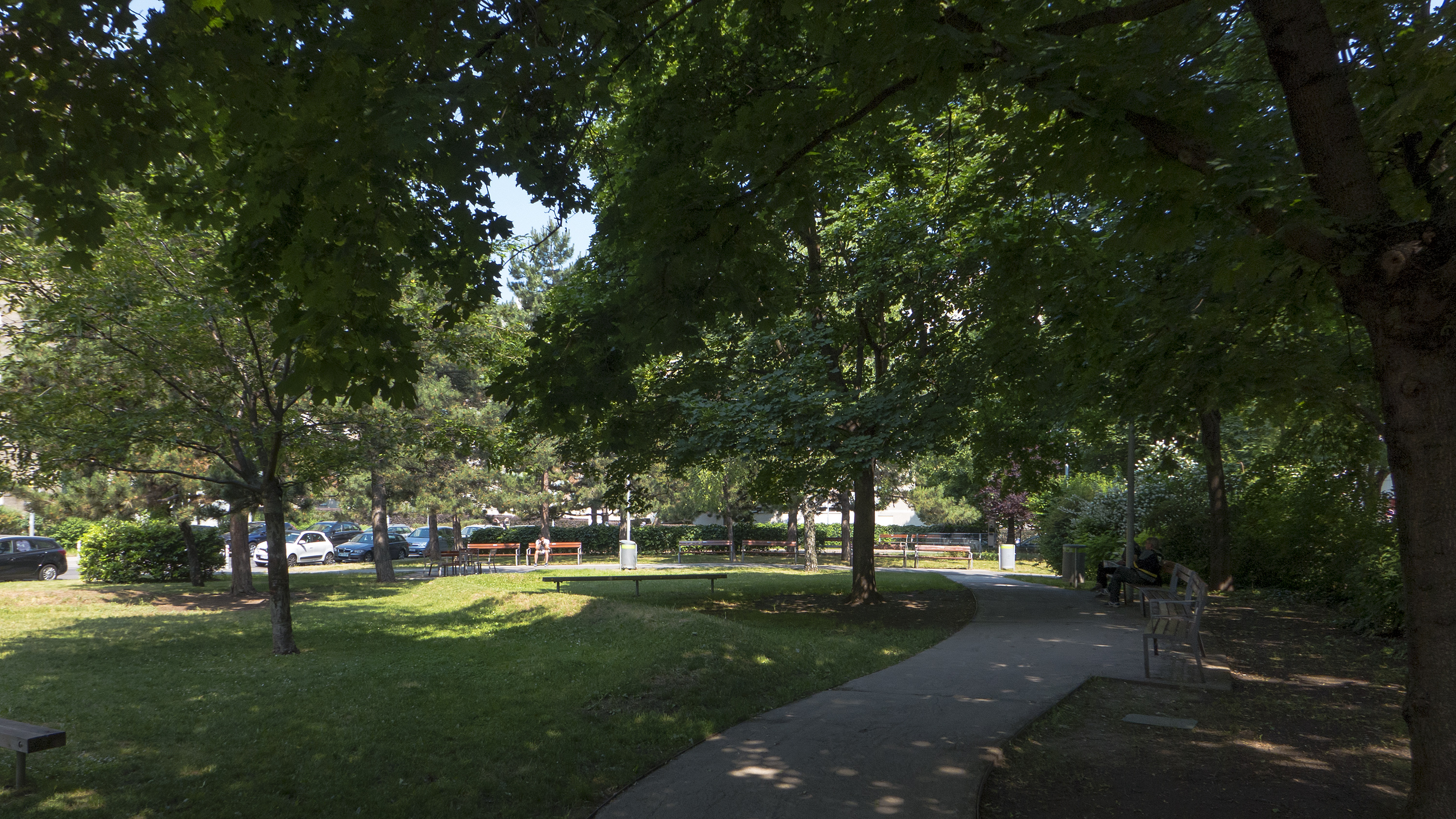
Braunhuberpark (2015)

Der Braunhuberpark ist ein Wiener Park im 11. Bezirk, Simmering.

## Beschreibung

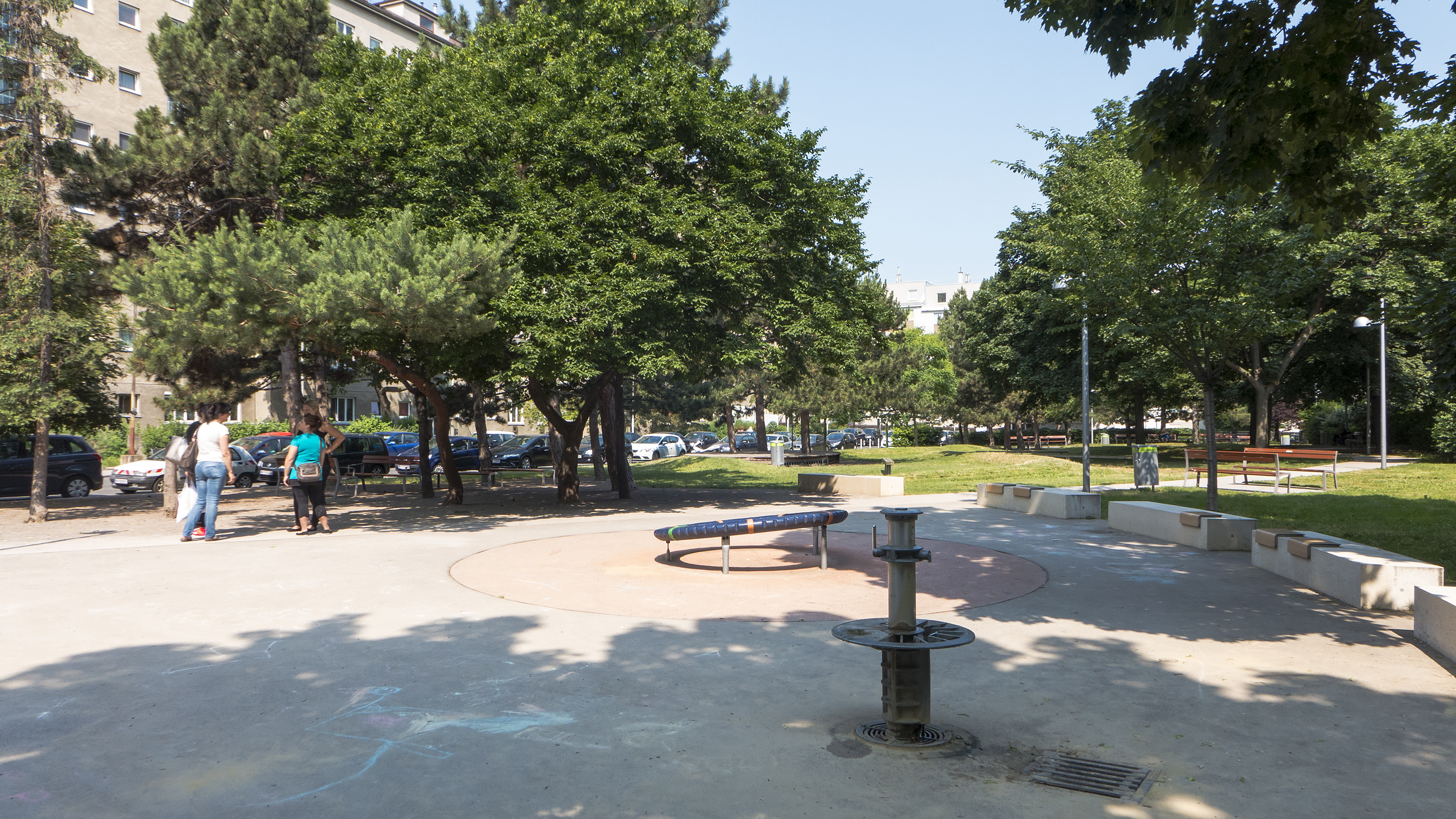
Braunhuberpark (2015)

Der Braunhuberpark ist ein ca. 5000 m² großer Park im Bezirksteil Simmering. Er liegt zwischen der Lorygasse, Ehamgasse und der Braunhubergasse und wurde 2008 nach einem Konzept der Landschaftsplaner GruppePlanung, einem Zusammenschluss des Büros Dr. Paula und Land.In.Sicht, umgestaltet. Der Park verfügt neben einem alten Baumbestand und Wiesenflächen über einen Kleinkinder-, Kinder- und Jugendspielplatz mit Sandspielplatz, Sitzmöglichkeiten, Trinkbrunnen und eine Hundezone. Charakteristisch für den Park sind die Gruppen von Föhren.

## Geschichte

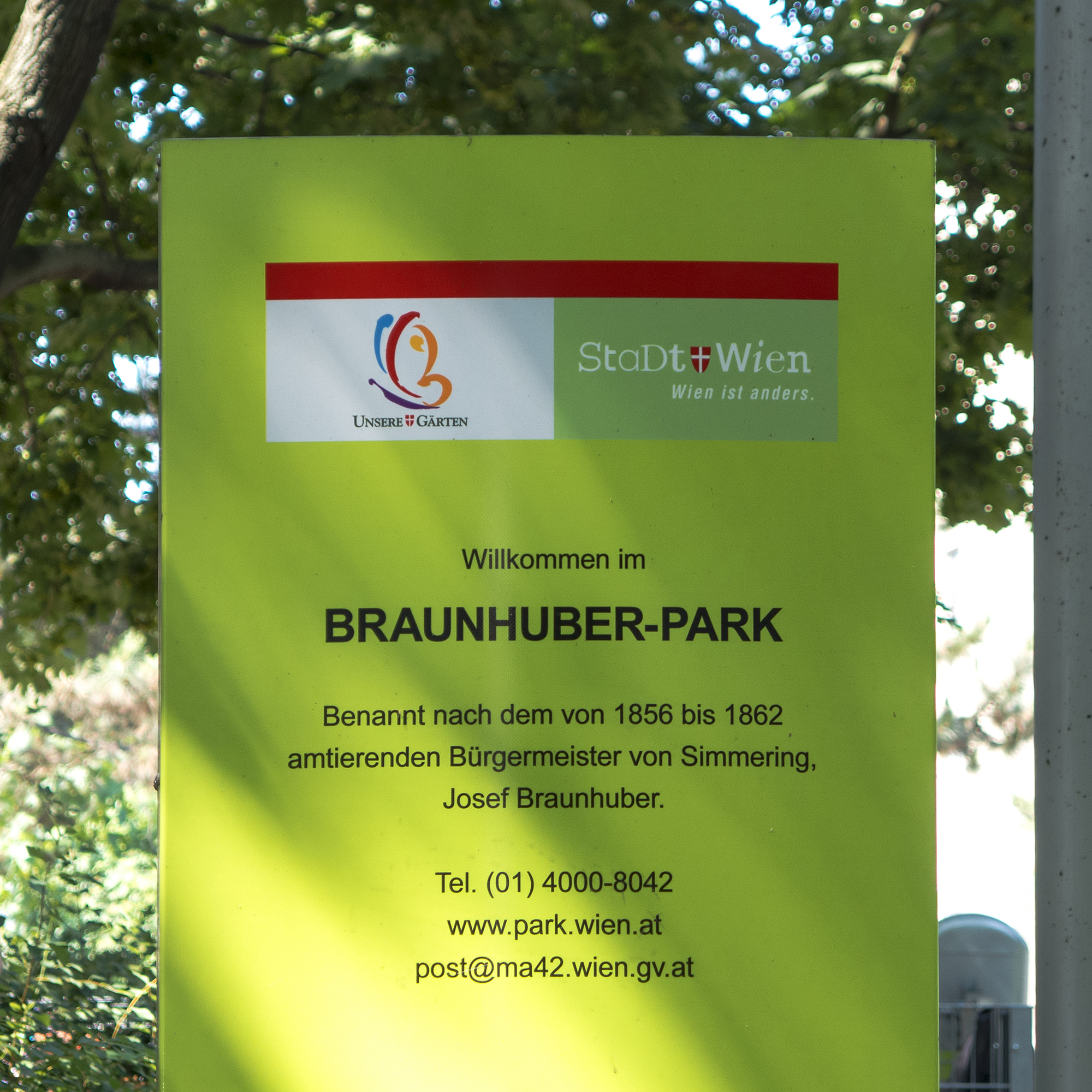
Informationstafel

Der Braunhuberpark bekam seinen Namen am 24. Juni 1875 gemeinsam mit der angrenzenden Braunhubergasse und wurde nach dem Landwirt und Bürgermeister von Simmering (Amtszeit: 1856 – 1862) Joseph Braunhuber (1811–1862) benannt.